# Norman Mineta
Norman Yoshio Mineta (12. listopad 1931 San José – 3. května 2022) byl americký politik japonského původu. V letech 2001–2006 působil jako ministr dopravy ve vládě George W. Bushe a v letech 2000–2001 jako ministr obchodu ve vládě Billa Clintona. Byl členem demokratické strany.
Do aktivního politického života vstoupil v roce 1967, kdy se stal členem městské rady San José. Následně v letech 1971–1975 byl v San José starostou.